# Gamasomorpha porcina
Gamasomorpha porcina är en spindelart som beskrevs av Simon 1909. Gamasomorpha porcina ingår i släktet Gamasomorpha och familjen dansspindlar.
Artens utbredningsområde är Vietnam. Inga underarter finns listade i Catalogue of Life.